# Nationalstraße 54 (Algerien)

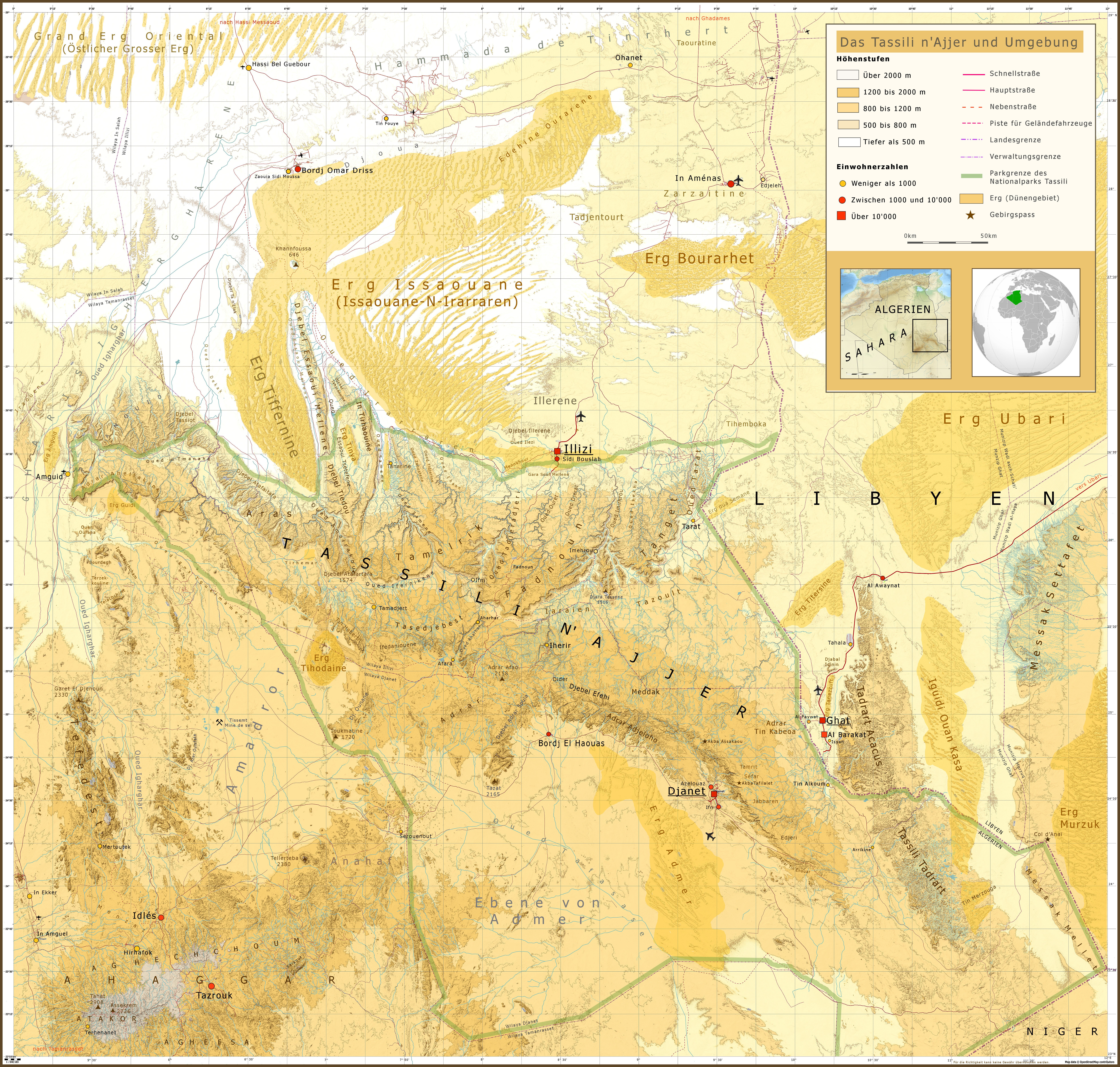
Topografische Karte des Tassili n'Ajjer. Die N 54 verläuft ganz im Westen am linken Bildrand.

Die Nationalstraße 54 oder kurz N 54 ist eine Fernstraße in Algerien. Sie hat ihren nördlichen Endpunkt an der Kreuzung mit der Nationalstraße 3 in Hassi Bel Gebbour am Südrand des Östlichen Großen Ergs in der Provinz Illizi, verläuft in südsüdwestliche Richtung und endet nach 608 km an der Nationalstraße 1 bei In Ekker am Nordrand des Hoggar-Gebirges in der Provinz Tamanrasset.

## Verlauf
Die N 54 verläuft von der kleinen Ortschaft Hassi Bel Gebbour (330 m), welche nach dem gleichnamigen Brunnen benannt ist, als zweispurige Asphaltstraße Richtung Südosten bis an den Stadtrand von Bordj Omar Driss (360 m). Ab hier führt die N 54 etwa 30 km Richtung Westen und folgt dann dem weiten Trockental des Oued Igharghar mit kaum merkbarer Steigung Richtung Südsüdwesten. Etwa 155 km nach Bordj Omar Driss endet die Asphaltstraße (Stand 2024) und die N 54 verläuft nun die restlichen 382 km als Piste, die nur mit geländetauglichen Fahrzeugen befahren werden sollte.
Nach Querung der Talenge von Tin Telremt dreht die Straße nach Süden und verläuft am Rand der westlichsten Ausläufer des Tassili n'Ajjer-Gebirges und am Rand des Nationalparks Parc culturel du Tassili und erreicht 266 km nach Bord Omar Driss das Dorf Amguid (610 m).
Etwa 9 km vor Amguid mündet die Gräberpiste in die N 54 ein, welche von Illizi nach Amguid führt. Nur 5 km nach Amguid passiert man - im Westen begleitet vom kleinen Erg Amguid mit seinen bis zu 310 m hohen Sanddünen - den befestigten militärischen Stützpunkt GIR Amguid der Gendarmerie nationale und den nahe gelegenen Militärflughafen Amguid. Hier endet auch die Piste, die von Bordj El Haouas in der Provinz Djanet nach Amguid führt.
Die Straße verläuft nun entlang des weiten Oued Taremert-n-Akli und des Oued Ouhet weiter nach Süden, passiert 145 km nach Amguid ein kleines Dorf (820 m) und führt westlich an den Teffedest-Bergen vorbei bis zur Einmündung in die Nationalstraße 1 (1040 m), wo die N 54 nach 608 km endet. Der nächstgelegene Ort In Ekker liegt etwa 14 km südlich an der N 1.
Der gesamte Straßenverlauf weist keine nennenswerten Steigungen auf, der höchste Punkt wird mit 1110 m westlich der Teffedest-Berge erreicht.

## Infrastruktur
Tankstellen gibt es nur in Hassi Bel Gebbour und Bordj Omar Driss sowie rund 50 km südlich der Einmündung in die N 1 in In Amguel.